# Grafsignalisatie
Grafsignalisatie is het bovengronds aangeven van de plaats van een graf. Er zijn verschillende vormen:
- op een bekende plaats, zoals onder een boom in het Kongogebied
- door een aangeplante boom zoals in IJsland
- als apart perceel, voor één graf, of voor één familie
- op begraafplaatsen, kerkhoven, in een kerkgebouw: de onderscheiden graven krijgen elk een eigen signalisatie

Van dit laatste geval gegevens bekend uit de geschiedenis van de steenbewerkingsindustrie, die vooral tot 1800 op de lokale geologische gegevens berustte. Deze industrie kende, overeenkomstig de verschillende sociale standen waarvoor de producten bestemd waren, eigen sociale lagen: 
- koningen, bisschoppen, voor hen kwamen kunstwerken in aanmerking, zoals in Dijon en Saint-Omer
- eenvoudigere burgers kregen eenvoudiger handgemaakte grafwerken (artisanaat) zoals de grafkruisen in Maaslandse paleozoïsche kalksteen.

Tussen kunst en artisanaat in is het omvangrijk werk te plaatsen van de grafplaten in Doornikse steen, die tot in Scandinavië afzet vond.